# Токар Юрій Любомирович
Юрій Любомирович Токар (жовтень 1976, Львів) — український дипломат. Надзвичайний і Повноважний Посол України в Республіці Кенія (з 2025). Генеральний консул України у Вроцлаві, Польща (2022—2025).

## Життєпис
Народився у жовтні 1976 року в Львові. У 1998 році закінчив Львівський державний університет імені І.Франка за спеціальністю «Міжнародні відносини».
У 1998—2001 рр. — аташе, третій секретар відділу США і Канади Четвертого територіального Управління/Департаменту двостороннього співробітництва МЗС України.
У 2001—2005 рр. — третій секретар Посольства України в Сполученому Королівстві Великої Британії та Північної Ірландії.
У 2005—2007 рр. — другий, перший секретар відділу країн центрально-східної Європи Другого/Четвертого територіального департаменту МЗС України.
У 2007—2009 рр. — консул Генерального консульства України в Любліні (Республіка Польща).
У 2009—2011 рр. — керівник консульського відділу Посольства України в Республіці Польща.
У 2011—2014 рр. — начальник відділу оперативної роботи Департаменту консульської служби МЗС України.
У 2014—2019 рр. — керівник консульського підрозділу Посольства України в Сполучених Штатах Америки.
У 2019—2021 рр. — начальник візового відділу Управління консульського обслуговування Департаменту консульської служби, заступник начальника управління консульських послуг Департаменту консульської служби МЗС України. Має дипломатичний ранг Надзвичайного і Повноважного Посланника другого класу.
21 липня 2025 року був призначений Надзвичайним і Повноважним Послом України в Республіці Кенія, а також представником в ЮНЕП та ООН-Хабітат.

## Нагороди та відзнаки
- Почесна грамота Державної прикордонної служби України (грудень 2006),
- нагрудний знак «Відмінний прикордонник» І ступеня (грудень 2010),
- подяка МЗС України (березень 2011),
- Почесна грамота МЗС (грудень 2014),
- Нагрудний знак «Відзнака МЗС України» (грудень 2020)